# Kolej Muzealna Jokioinen
Kolej Muzealna Jokioinen (fin. Jokioisten Museorautatie) – muzealna kolej wąskotorowa w południowej Finlandii, o rozstawie szyn 750 mm.

## Historia

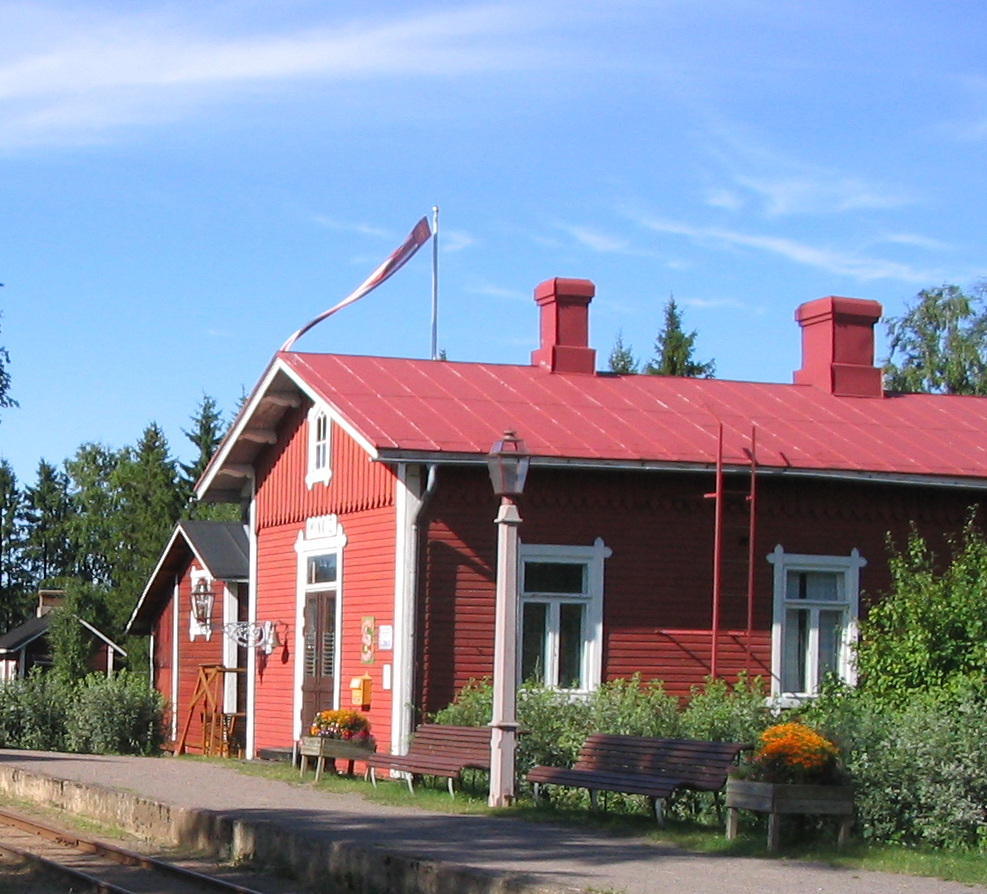
Stacja w Minkiö

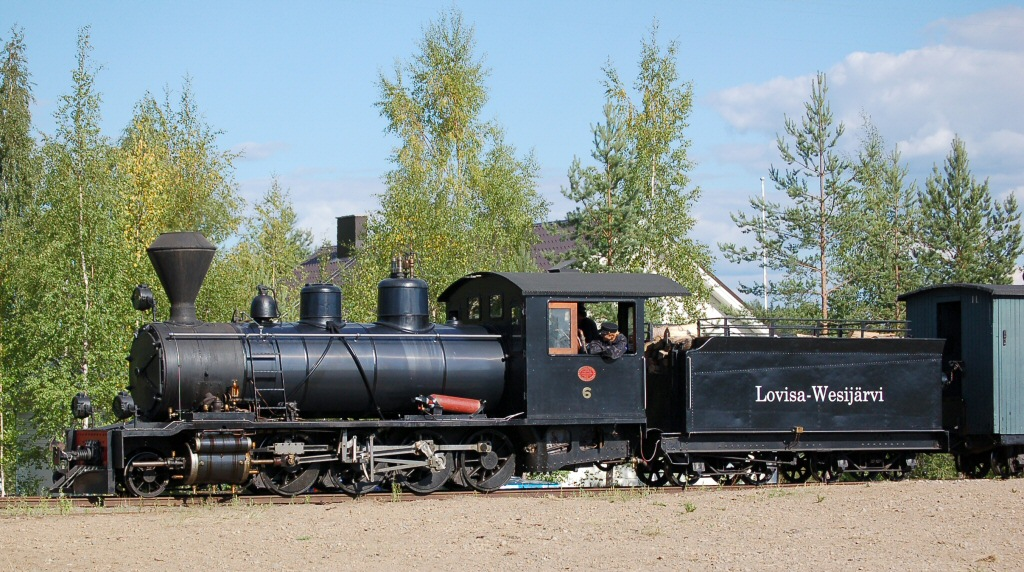
Parowóz LWR6

Kolej Wąskotorowa Jokioinen powstała w 1898 roku. Była jedną z 13 kolei wąskotorowych użytku publicznego w Finlandii i kursowała na 22-kilometrowej trasie między miejscowościami Forssa – Jokioinen – Minkiö – Humppila. Już od 1950 roku zawieszono na niej ruch pasażerski, natomiast prowadzony był nadal ruch towarowy. Od 1967 roku kolej ta pozostała jedyną czynną koleją wąskotorową w Finlandii i miłośnicy kolei podejmowali starania o jej zachowanie jako atrakcji. Pierwsze próby ruchu pociągów turystycznych podjęto na niej w 1971 roku, po czym regularnie prowadzono je w sezonie letnim w latach 1971–1972. W 1974 roku jednakże zakończono ruch na kolei, po czym rozebrano dwa skrajne odcinki, pozostawiając jedynie 6-kilometrowy środkowy odcinek między Jokioinen a Minkiö.
Na skutek starań o zachowanie linii powstała spółka akcyjna Jokioisten Museorautatie Oy (Kolej Muzealna Jokioinen SA), która nabyła własność infrastruktury. Eksploatację linii prowadziło społeczne Towarzystwo Kolei Muzealnej (Museorautatieyhdistys ry), które jest jednym z akcjonariuszy spółki obok władz lokalnych, kolei fińskich VR i innych podmiotów. Ruch pociągów muzealnych, prowadzonych początkowo trakcją spalinową, wznowiono między Jokioinen a Minkiö latem 1978 roku. Odbudowano następnie 8-kilometrowy szlak do Humppila, na którym ruch uruchomiono 5 czerwca 1994 roku.
Na stacji Minkiö znajduje się muzeum oraz warsztaty i lokomotywownia. W 1994 roku kolej dysponowała dwoma parowozami i lokomotywami spalinowym. Pociągi z parowozami kursują tylko raz w tygodniu w sezonie letnim od czerwca do sierpnia, ponadto przez cały rok z wyjątkiem zimy organizowane mogą być pociągi dla grup zorganizowanych. Pociągi od czerwca do lipca kursują w niedzielę, a w sierpniu w soboty.

## Tabor
- parowóz LWR 6 Helga – układ osi 1′D (2-8-0), producent Tampella (Finlandia), nr fabr. 141/1906 (od 1998)[4].
- parowóz HKR 5 Sohvi – układ osi 1′D′1 (2-8-2T), producent Tampella (Finlandia), nr fabr. 289/1917[2][4]
- parowóz ÄSR 1 – układ osi C (0-6-0T), producent H.K. Porter (USA), nr fabr. 2313/1901 (od 2005)[4]
- parowóz JR 4 – układ osi 1′C′1 (2-6-2T), producent Tubize (Belgia), nr fabr. 2365/1947[4]
- parowóz JR 5 Orion – układ osi 1′C′1 (2-6-2T), producent Tubize (Belgia), nr fabr.?/1948 (od 2006, depozyt prywatnego właściciela)[4]
- lokomotywy spalinowe